# Zuivelplein (Amsterdam)

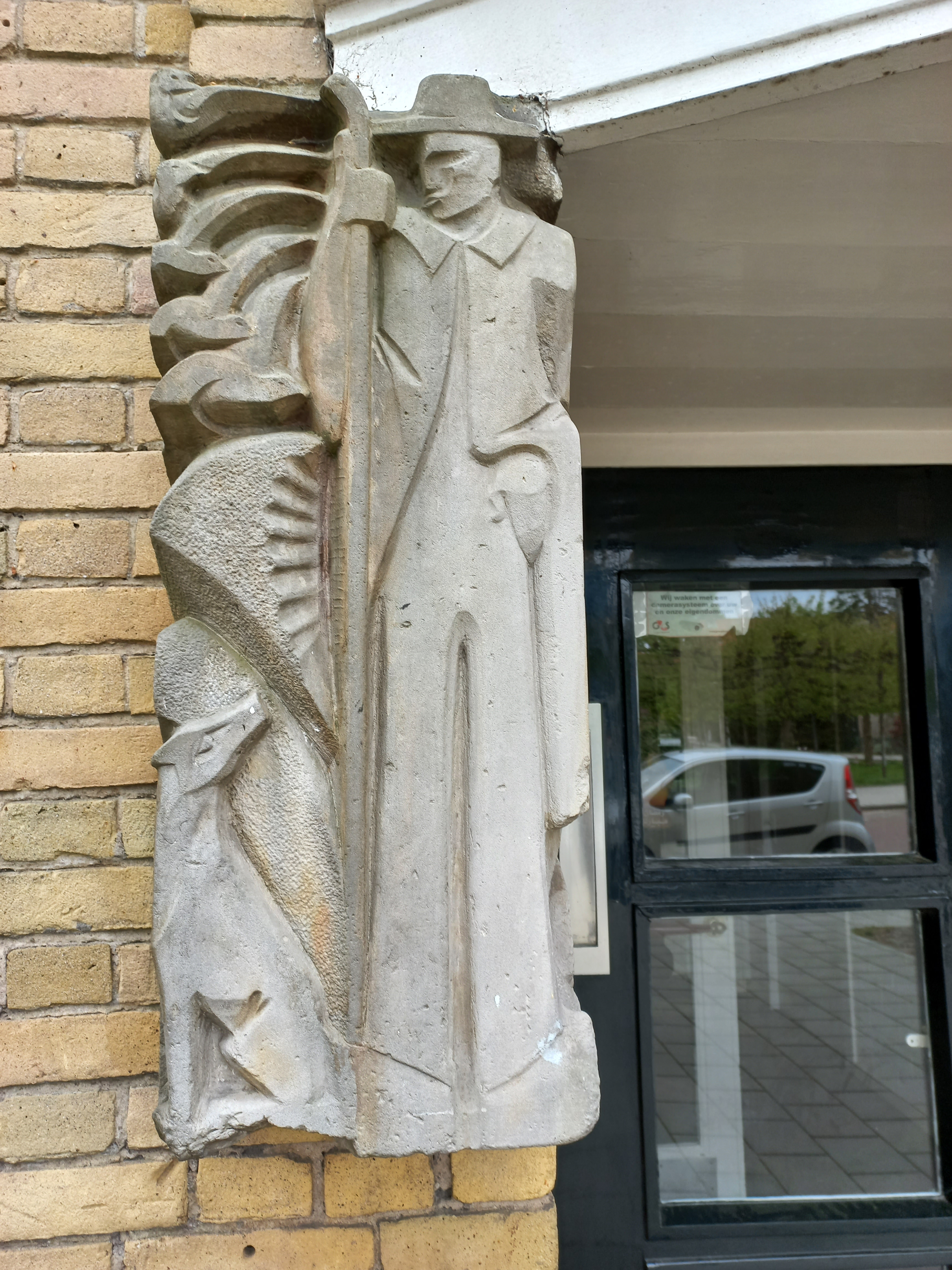
Herder met hond van Krop (april 2022)

Het Zuivelplein is een plein en straat in Amsterdam-Oost.

## Geschiedenis en ligging
Het plein is gelegen in Betondorp, Watergraafsmeer. Het kreeg op 30 januari 1924 haar naam en werd daarbij vernoemd naar het land- en tuinbouw- en veeteeltproduct zuivel. Alle straten en pleinen in de omgeving zijn vernoemd naar begrippen daaruit. Het plein is aangelegd in strikte symmetrie zoals destijds gebruikelijk was. Desalniettemin is de vorm uitzonderlijk voor Amsterdam. De rijwegen liggen gesitueerd rond een plantsoen. Die rijwegen zijn verdeeld in een even en oneven zijde. Die aan de even zijde lopen van noord naar zuid en maken aan de zuidelijke uiteinden een bocht van 90 graden. De oneven zijde loopt in een stuk door van oost naar west en eindigt samen met de krommingen van even zijde. Het plantsoen heeft daarom de vorm van een soort klok (smal beginnend, breed eindigend). Het plantsoen is daarbij ook enigszins symmetrisch aangelegd met een patroon dat aan Piet Mondriaan doet denken..
De even zijde begint/eindigt op de doorgaande route Tuinbouwstraat. De oneven zijde begint aan de Weidestraat en eindigt op de Akkerstraat, wellicht de bekendste straat van deze buurt, als zijnde de geboortestraat van Johan Cruijff.
Het gehele plein is opgeleverd rond 1924.
Gemeente Bergen op Zoom kent eveneens een Zuivelplein; daaraan staan enkele gemeentelijke en rijksmonumenten.

## Gebouwen
De huizen zijn hier opgetrokken uit (korrel)beton, naamgever van de buurt. Ze bestaan allemaal uit twee bouwlagen onder een plat dak. De huisnummers 1-5, 13-17 en 2-32 zijn allemaal ontworpen door Han van Loghem, die meer huizen hier in de buurt heeft ontworpen. De huizen aan het Zuivelplein zijn alle op stedenbouwkundige en architectonische kwaliteit ingedeeld binnen orde 2 (net geen monument). Deze overwegend kleine huizen, gebouwd als sociale woningbouw, worden overheerst door een qua bouwvolume enorme cluster van scholen die zich uitstrekt over de huisnummers 7 tot en met 11.

### Schoolgebouw
Het gebouw is circa 90 meter breed en 14 meter diep. Deze scholen en losstaand achterliggende gymlokaal aan Onderlangs zijn in één pakket ontworpen door Nico Lansdorp van de Dienst der Publieke Werken in de stijl van de Amsterdamse School. Ook zij zijn ingedeeld in orde 2. Er waren diverse scholen in gevestigd, maar al in de jaren dertig van de 20e eeuw liep het aantal leerlingen terug, de babyboom was hier voorbij. Een deel werd omgebouwd onder leiding van Lau Peters tot geloofsruimten. Tijdens de Tweede Wereldoorlog waren er ook wel Duitse militairen ondergebracht. Het gebouw zou echter slechts korte tijd scholen herbergen; het zou in 1947 als schoolgebouw afgedaan hebben; er waren nog slechts veertig leerlingen. Het werd een noodvoorziening voor jeugdopvang. Tussen 1964 en 1975 was er jeugdopvang/jeugdzorg in internaatvorm, dat van instelling naar instelling ging en onderhevig was aan modegrillen voor die tak van zorg. De Wethouder voor Sociale Zaken probeerde nog een samenwerking, maar daar zag het opvangcentrum niets in, waarna de gemeente het personeel ontsloeg en het gebouw, dat de naam Vluchthaven naar Stichting Vluchthaven had gekregen, sloot. Vervolgens trok het Jongeren Opvang Centrum (JOC) erin onder begeleiding van het JAC, maar het bleek geen succes; het verhuisde in 1985 naar de Transformatorweg.
De school kende twee bekende leerlingen:Karel van het Reve en Gerard Reve uit de Ploegstraat, die het leven aldaar omschreef in De avonden. Hij vond het er niet prettig en ook de beelden van Krop kon hij maar weinig waarderen: “een communistische koekenbakker van geslachtloze beelden".

## Kunst
Kunst in de openbare ruimte is er eigenlijk niet te vinden. Er zijn echter in het schoolgebouw bij de ingang twee hoekstenen bestaande uit beeldhouwwerk. Hildo Krop maakte deze twee beelden ook binnen het thema van de wijk. Ze zijn beide circa 80 cm hoog en gehakt uit Frans kalksteen. De twee voorstellingen:
1. een herder met staf en hond begeleidt een aantal schapen;
2. een boer met zeis oogst graan.

## Afbeeldingen

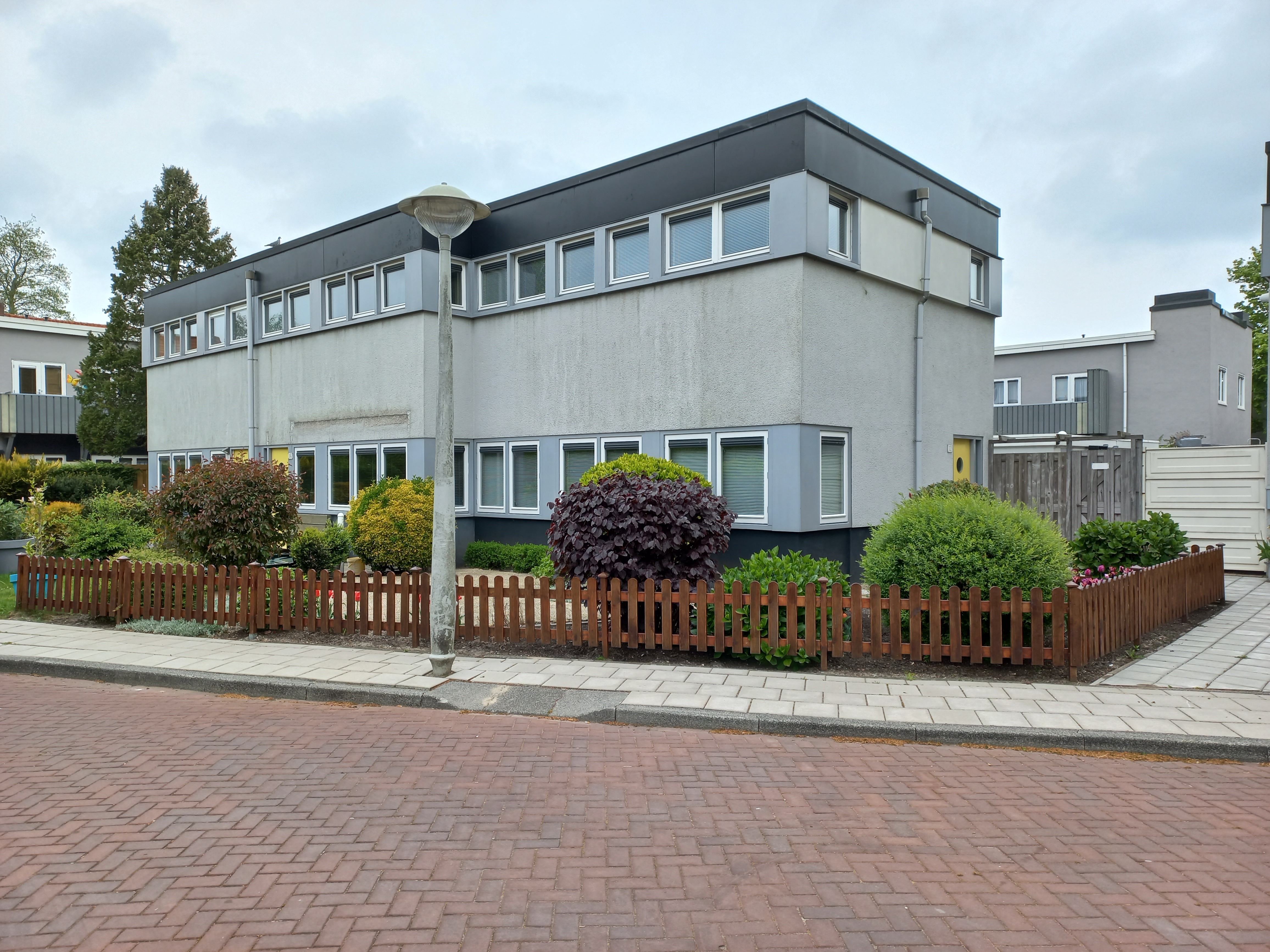
Blokje woningen huisnrs 12-16 (april 2022)

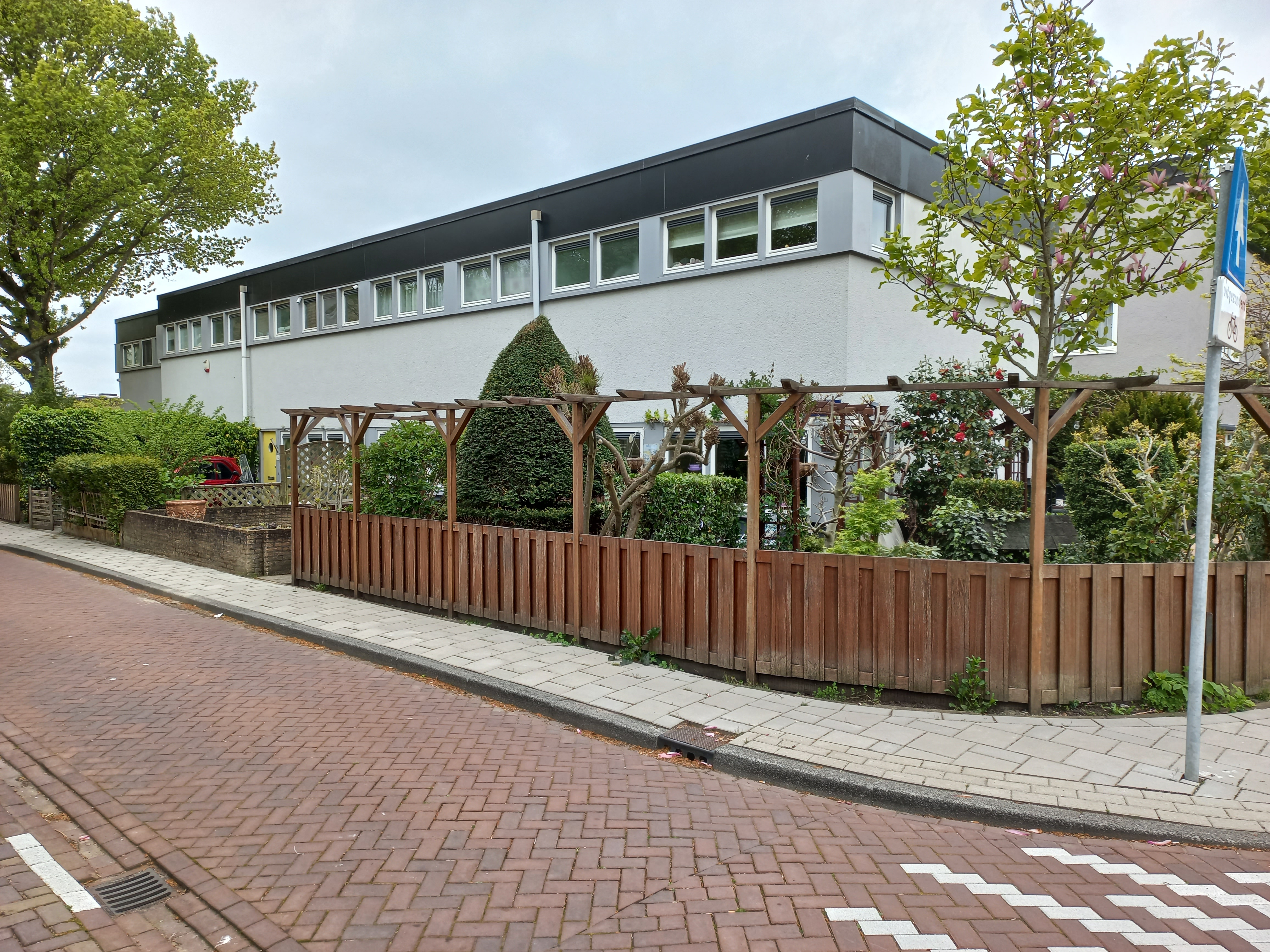
Blokje woningen huisnrs. 2-10 (april 2022)